# Angerona spangbergi
Angerona spangbergi är en fjärilsart som beskrevs av Lampa 1885. Angerona spangbergi ingår i släktet Angerona och familjen mätare. Inga underarter finns listade i Catalogue of Life.